# جزر عصوي
جزر عصوي (الاسم العلمي:Daucus virgatus) هو نوع من النباتات يتبع جنس الجزر من الفصيلة الخيمية.